# Alexis Rosenfeld
Pour les articles homonymes, voir Rosenfeld.
Alexis Rosenfeld est un photographe sous-marin et explorateur français né le 26 juin 1969 à Paris.

## Biographie
Alexis Rosenfeld, né passionné par l'exploration sous-marine dès son plus jeune âge, découvre la plongée à l'âge de 8 ans. Inspiré par les contes de Jules Verne et les aventures du commandant Jacques-Yves Cousteau qu'il suivait à la télévision, il se destine très tôt à une vie sous la mer. À 17 ans, il devient le plus jeunes moniteurs d'État de plongée sous-marine en France, marquant le début d'une carrière dédiée aux profondeurs. Alexis débute professionnellement comme assistant éclairagiste pour le film "Jacques le Dauphins" d'Alain Trellu. Il devient ensuite scaphandrier pour la COMEX, leader mondial de la plongée industrielle, où il participe à des travaux en milieux hostiles et réalise ses premières photographies sous-marines.
Cette vocation pour la photographie devient rapidement une obsession, qu'il développe en autodidacte. Il commence à capter des images de la Méditerranée pour des magazines spécialisés comme Océans. Fasciné par la beauté et les mystères des mondes sous-marins, il cherche constamment à les partager avec le public. Sa passion et son talent le conduisent à collaborer avec de grands noms de l'exploration maritime, dont Cousteau lui-même lorsqu’il couvre la dernière mission du légendaire explorateur « Madagascar, l’Ile des Esprits. », une expérience marquante dans sa vie.

### Carrière
Devenu photojournaliste spécialisé en photographie sous-marine, Alexis Rosenfeld travaille pour des publications prestigieuses comme Le Figaro Magazine et Paris Match. Sa carrière prend un tournant important en 1994 lorsqu'il est envoyé par Le Figaro Magazine pour suivre la dernière expédition du commandant Jacques-Yves Cousteau à Madagascar. Cette expérience, marquée par trois semaines en mer à bord de l’Alcyone, renforce son lien avec les océans et l'influence de Cousteau sur sa vision du monde marin.
Alexis Rosenfeld se fait également connaître pour sa participation à la découverte de l’épave de l’avion d’Antoine de Saint-Exupéry au large de Marseille, en 2000, aux côtés de l’archéologue Luc Vanrell. Pendant quatre ans, il réalise des dizaines de plongées profondes, jusqu'à 100 mètres, pour contribuer à l’identification des vestiges du P38 Lightning, apportant ainsi une contribution précieuse à cette enquête historique.
Au fil des années, Alexis Rosenfeld élargit son champ d'action, devenant un acteur incontournable de la protection des océans. En 2018, il participe avec l'UNESCO pour lancer le projet « Récifs coralliens, un enjeu pour l’humanité », une initiative qui documente l’état critique des récifs coralliens à travers le monde.L'année suivante, en 2019, il rejoint l'équipage de Greenpeace à bord de l'Esperanza pour une mission de documentation autour de l'embouchure de l'Amazone, mettant en lumière les menaces environnementales pesant sur cet écosystème unique.
En parallèle, Alexis Rosenfeld fonde sa propre agence, Photocéans, en 1998, pour continuer à capter et partager la beauté des profondeurs marines. Ses photographies, souvent empreintes d’un profond respect pour la nature et la vie marine, sont publiées dans le monde entier, sensibilisant à la fragilité des écosystèmes sous-marins et incitant à leur protection.

### Techniques
Ambassadeur du fabricant Sony, Alexis Rosenfeld utilise des technologies de pointe pour capter ses images sous-marines, souvent dans des conditions extrêmes. 
Des appareils comme le Sony Alpha 1 lui permettent de photographier avec une grande précision, qu'il s'agisse d'environnements à faible luminosité (tels que les profondeurs océaniques) ou de sujets nombreux et en mouvement (notamment la grande migration de sardines au large de l'Afrique du sud). 
L’utilisation de caissons étanches spécialement conçus pour de grandes profondeurs est essentielle à son travail, lui permettant de photographier jusqu'à 1 000 mètres de profondeur.
Avec le robot sous-marin Lily, développé avec l’aide de Sony Europe et équipé d'un appareil Alpha 1, Rosenfeld peut explorer des écosystèmes inaccessibles aux plongeurs humains. Lily est doté de lampes LED pour éclairer les profondeurs et capture des vidéos en 4K ou 8K, révélant des détails invisibles à l'œil nu dans les fonds marins les plus obscurs.

### Publications

#### Livres
- Marseille en mer, Éditions Jeanne Laffitte, 2003[10]
- Saint-Ex, la fin du mystère, Éditions Filipacchi, 2004[11]
- Madagascar, l'île océan, Editions Autrement, 2009[12]
- Îles pionnières, Actes Sud, 2012[13]
- Récifs coralliens, coeur de l'océan Mangareva productions, 2019[14]
- Océan, paroles de femmes, Éditions Marie Claire, 2024[15]

### Expositions
- Exposition UNESCO  sur les mission 1 OCEAN sur le parvis de Paris - Gare de Lyon SNCF - Gares & Connexions - mars-avril 2021[16]
- 1 OCEAN, le grand témoignage sur l’océan, de Alexis ROSENFELD - Festival de la Camargue - Mai 2022 [17]
- Océans, une odyssée photographique - IMS Luxembourg - Mai 2024[18]